# Мухи-стрічкокрилки
Улідіїди, стрічкокрильницеві мухи, або стрічкокрилки (Ulidiidae, = Otitidae) — порівняно невелика за кількістю видів родина мух, що належить до надродини тефритоїдів (Tephritoidea) з ряду двокрилих (Diptera). Стрічкокрилок у світовій фауні нараховують більше ніж 560 видів з 75 родів. Представники родини — сапроксилофаги, сапрофітофаги, некрозоофаги, копрофаги та, рідше, мешканці тканин живих рослин. Деякі види є суттєвими елементами синантропних комплексів, а також спільнот комах-руйнівників деревини, відіграючи негативну роль в господарській діяльності людини. Один вид (Eumetopiella rufipes) — корисний фітофаг, що розвивається на карантинному бур'яні Echinochloa crusgalli. Значна частка видів на личинковій фазі живиться фекаліями копитних і рештками рослин у підстилці та є помітною складовою біоценозів пустель, степів, солонцюватих лук та боліт.

## Морфологічні особливості
Стрічкокрилки — мухи середнього розміру (довжина тіла 2–14 мм, зазвичай 4–7 мм) з помірно видовженим тілом; деякі види, що мімітують мурах, мають видовжене тіло із стебельчастим черевцем, тоді як інші види, пов'язані із кактусами, мають коротке та широке тіло, нагадуючи клопів (Heteroptera). Забарвлення жовте до брунатного або чорного, з плямами або смугами, вкритими мікротрихіями, часто з металево зеленим або блакитним полиском. Голова різноманітна за формою; розвинутими є внутрішні та зовнішні тім'яні, потиличні, дивергентні завічкові та орбітальні (одна або дві, з яких найкоротшою є передня) щетинки; лобні щетинки відсутні (виключаючи Chaetopsis та більшість Aciuroides). Лоб інколи ямчастий або зморшкуватий. Наличник помірно великий. Хоботок з помірно розвинутим прементумом. Довжина грудей зазвичай більша за ширину. Крила з візерунком з темних плям або смуг, зрідка цілком прозорі; субкостальна жилка цільна, костальна жилка з явною плечовою перервою, субкостальна перерва виражена погано. Ноги нормально розвинуті, стегна зазвичай без рядів шипиків або довгих щетинок; гомілки без дорсальних щетинок чи волосків. Самки, як в усіх інших представників Tephritoidea, мають телескопічний яйцеклад, тоді як самці мають фалюс із видовженим дистифалом, у стані спокою схованим на вентральному боці черевця, який не несе справжнього гланса на вершині. Центрально-американських стрічкокрилок можна розпізнати за виразним криловим візерунком, часто схожим на такий у мух-осетниць та інших тефритоїдних родин, лауксаніїд, сциомізид, та деяких дрозофілід. Ulidiidae відрізняються від мух-осетниць повною субкостальною жилкою, та відсутністю передніх супраалярних (крім роду Dyscrasis та деяких видів роду Otites) і анепімеральної щетинки (крім роду Diacrita). Richardiidae і Platystomatidae мають крилову комірку cup, замкнену дугоподібною чи прямою поперечною жилкою, тоді як Ulidiidae мають звивисту cup, що утворює гостру задньовершинний виступ уздовж анальної жилки (крім Eumecosomyia і Aciuroides); крім того, рішардіїди зазвичай мають добре розвинуту передшовну супраалярну щетинку, а Platystomatidae ясно виражену анепімеральну щетинку; рід Schnusimyia Hendel (Richardiidae), який інколи відносили до Ulidiidae, можна впевнено відрізнити лише за генітальними ознаками, у тому числі, за ясно вираженими 6-м і 7-м дихальцями у самця. Подібно до інших тефритоїдів, Ulidiidae ніколи не мають рядів міцних щетинок на дорзальній поверхні гомілок, відрізняючися цим від Lauxaniidae і Sciomyzidae. Дрозофіліди з криловим візерунком зазвичай мають відкриту крилову комірку.

## Біологія
Личинки більшості Ulidiidae є сапрофагами. Личинки голарктичних Pseudotephritis Johnson, Myennis Robineau-Desvoidy (Otitinae: Myennidini), Pseudoseioptera Stackelberg і Homalocephala Zetterstedt (Ulidiinae: Seiopterini) живуть під корою повалених тополь, осик, модрин та сосен,,,,. Мухи з триби Lipsanini (Chaetopsis, Eumetopiella, Eumecosomyia, Euxesta) є пов'язаними переважно з однодольними (злаками та пальмами), живучи у тканинах, пошкоджених іншими комахами, молодих суцвіттях або зонах росту. Euxesta stigmatias Loew, E. mazorca Steyskal і E. eluta Loew вражають кукурудзу в [Пуерто-Рико], Колумбії та Чилі;;; личинки Chaetopsis major (Wulp) були відмічені як один з найбільших шкідників кукурудзи o у Ґватемалі, часто повністю руйнуючи молоді качани, тоді як E. stigmatias Loew, E. sororcula (Wiedemann) і Eumecosomyia nubila (Wiedemann) були виведені з гниючих кукурудзяних стовпчиків,. Північно-американські Otitinae Cephaliini (Delphinia, Tritoxa Loew) та ймовірно споріднена з ними Idana Loew (? Otitini) або вражають цибулини лілійних рослин, або живуть як у живому, так і у мертвому рослинному матеріалі,). Tetanops (Eurycephalomyia) myopaeformis (Röder) (Otitini) відмічений у США як шкідник цукрового буряка, а Pterotaenia fasciata (Wiedemann) (Otitinae: Cephaliini) спричиняє значну шкоду врожаю вишень у Південній Америці,,. Мухи родів Euacaina Steyskal, Notogramma, Diacrita і Stictomyia Bigot зазвичай пов'язані з гниючими кактусами та агавами, проте деякі Notogramma було виведено з гнилих помідорів, незрілик кокосових горіхів, бананів, печінки, бульб топінамбура, плодів пасльона та плодів пальм з роду Attalea,. Личинок Pseudeuxesta prima Osten Sacken було знайдено в природі на трупі людини. Найдетальніше зведення усіх відомостей з біології стрічкокрилок подано Алленом і Футом та Ферраром.Спосіб життя личинок для більшості видів родини лишається невідомим. Дорослих мух часто принаджує різноманітні гниючі субстрати, падло, фекалії, гідролізовані білки та компост.

## Класифікація
Ulidiidae є третьою (після Tephritidae і Platystomatidae) за обсягом родиною надродини Tephritoidea. Разом із цими двома родинами та Pyrgotidae, вони утворюють монофілетичну групу у межах Tephritoidea, так званих «вищих Tephritoidea», котрі відрізняються від «нижчих Tephritoidea» повністю редукованими 6-м і 7-м тергітами та відсутністю щетинок на 6-му черевному стерніті самця. Монофілію родини показують відсутність пресутуральних супраалярних щетинок(синапоморфія) у комбінації з відсутністю анепімеральних волосків та щетинок (симлезіоморфія, що відрізняє Ulidiidae від інших родин вищих Tephritoidea). Номенклатура родини протягом усієї історії її вивчення лишалася суперечливою. Назва Ortalidae часто використовувалася для родини (або її частини), включаючи сюди Platystomatidae і Richardiidae. Після того, як було встановлено, що Ortalis Meigen є преокупованою назвою, натомість було запропоновано назву Otitidae (Aldrich, 1932). Назви, Ulidiidae і Otitidae перебували в обігу аж поки було встановлено пріоритет останньої(Kameneva & Korneyev, 1994). Найбільш сучасну та детальну класифікацію, основану на філогенетичному аналізі, запропоновано Каменєвою і Корнєєвим. Родина поділяється на дві підродини: Ulidiinae Macquart і Otitinae Aldrich. Підродина Ulidiinae містить у собі 4 триби: переважно неотропічні Lipsanini Enderlein (= Euxestinae Hennig, преокупована назва) і Pterocallini Loew, голарктичну Seiopterini Kameneva & Korneyev, і головним чином палеарктичну Ulidiini Macquart. Підродина Otitinae складається з трьох триб: Cephaliini Schiner, Otitini Aldrich та Myennidini Kameneva & Korneyev. Більшість родів, що належать до цієї підродини, поширена в Голарктиці. Кілька родів Myennidini зустрічаються на півдні Африки та у Південній Америці (від Венесуели на південь до центрального Чилі), тоді як південноамериканські роди Cephaliini є поширеними переважно у Патагонії та Андах. До складу Otitini входять декілька представників, що зустрічаються в Орієнтальній, Австралазійській та Неотропічній областях

## Визначення
Написані Ф. Генделем розділи Pterocallinae та Ulidiinae в серії Genera Insectorum,
 разом з монографіями В. Генніга з палеарктичних Otitinae і Ulidiinae лишаються найважливішою літературою для визначення родів стрічкокрилок. Дж. Стейскал, опублікував найповніші сучасні огляди північноамериканських родів, що включають деякі генітальні ознаки. Він також склав таблицю для визначення «Otitinae» (включно з Pterocallini і деякими Lipsanini) південніше США, найбільш різноманітної та багатої стрічкокрилками фауни. Стаття О. П. Каменєвої містить таблиці для визначення майже двох десятків видів, поширених на сході Євразії, в Орієнтальній області та в Папуаській підобласті.

## Підродини і триби
| - Ulidiinae - Ulidiini - Seiopterini - Pterocallini - Lipsanini - Otitinae - Otitini - Cephaliini - Myennidini |